# Miriani Maisuradze
Miriani Maisuradze (georgiska: მირიან მაისურაძე), född 7 december 1999, är en georgisk brottare som tävlar i fristil.

## Karriär
Vid EM 2025 i Bratislava tog Maisuradze brons i 92 kg-klassen efter att ha besegrat Yaraslau Iadkouski i bronsmatchen.